# Leroy Ostransky
Leroy Ostransky (New York, 17 januari 1918 – Tacoma, 11 oktober 1993) was een Amerikaans componist en muziekpedagoog.

## Levensloop
Ostransky groeide op in de buurt van de Bowery aan de Lower East Side in Manhattan. In zijn autobiografie beschrijft hij zowel zijn relatie tot zijn vader, een Russische emigrant met een dissociatieve identiteitsstoornis en brutale saloneigenaar die de schuilnaam Sharkey draagt, vandaar de titel van de autobiografie "Sharkey's Kid", alsook het leven aan de Lower East Side van New York in de jaren 1920 en 1930.
Tijdens de Tweede Wereldoorlog ging hij in dienst van het Amerikaanse leger naar Fort Lewis. Aldaar leerde hij zijn latere vrouw Natalie kennen, die hem motiveerde muziek te studeren.
Hij studeerde aan de University of Puget Sound in Tacoma bij onder anderen Murray Morgan. Zijn studies voltooide hij aan de Universiteit van Iowa in Iowa City en promoveerde aldaar met zijn Symfonie nr. 1 tot Ph.D. (Philosophiæ Doctor). Vervolgens werd hij docent en later professor en huiscomponist aan zijn Alma Mater, de University of Puget Sound in Tacoma. De decaan van de School of Music aan deze universiteit James Sorensen betekende hem als een pionier op het gebied van jazzeducatie, vooral in het voortgezet onderwijs. Een Amerikaans magazine noemde hem een van de twaalf grootste leraren in Amerika in 1975.
Naast vijf symfonieën en een opera schreef hij een groot aantal pedagogische werken, maar is ook auteur van richtinggevende boeken zoals "Understanding Jazz," "The Anatomy of Jazz" en "Jazz City.". Vijf van zijn werken gingen met het Seattle Symphony Orchestra in première. In september 1992 werd hij door de Tacoma Arts Commission gehonoreerd met de "Excellence in the Arts Award".

## Composities

### Werken voor orkest
- 1975 Symfonie nr. 4 – American – première: 23 oktober 1975 door het Seattle Symphony Orchestra
- Symfonie nr. 1
- Symfonie nr. 2
- Symfonie nr. 3
- Symfonie nr. 5
- Square Dance, voor orkest

### Werken voor harmonieorkest
- 1958 Academic memorial, concert march
- 1960 Tonadilla, chorale prelude
- 1963 A Civil War set
- 1964 Mazurka militaire

### Muziektheater

#### Opera's
| Voltooid in | titel                | aktes | première                                         | libretto |
| ----------- | -------------------- | ----- | ------------------------------------------------ | -------- |
| 1966        | The Melting of Molly |       | 1967, Tacoma, University of Pucket Sound Theatre |          |

### Werken voor koor
- 1958 Two nursery rhymes, voor gemengd koor

### Kamermuziek
- 1955 Meditation, voor cello solo en piano
- 1957 Autumn Song, voor basklarinet en piano
- 1957 Pastorale and Scherzo, voor 3 klarinetten en piano
- 1957 Waltz and burlesk. voor klarinet trio en piano
- 1958 Contest Caprice, voor tenorsaxofoon en piano
- 1958 Marche Comique, voor basklarinet en piano
- 1958 Night Piece, voor tenorsaxofoon en piano
- 1959 Arabesques, voor drie dwarsfluiten en piano
- 1959 Character variations on a modal theme, voor koperkwintet
- 1959 Passacaglia and Scherzo, voor kopersextet
- 1959 Peasant Dance, voor saxofoontrio
- 1959 Pedro y amigo, voor twee koperblazers en piano
- 1959 Spanish Rondo, voor drie dwarsfluiten en piano
- 1959 Suite, voor kopersextet (2 cornetten/trompetten, hoorn, trombone, bariton en tuba)
  1. Prelude
  2. Ballad
  3. Rondo
- 1959 The King's heralds, voor drie trompetten (of cornetten) en piano
- 1959 Three Miniatures, voor saxofoontrio
- 1959 Trio in g mineur, voor houtblazerstrio
- 1959 Two portraits, voor trombonekwartet
- 1960 Fanfare and Allegro, voor trompet- of cornetkwartet
- 1960 Dance suite, voor trompet- of cornetkwartet
- 1960 Pavane and canzonetta, voor trompet- of cornetkwartet
- 1963 Aria and dance, voor hobo en piano
- Aeolian Suite, voor hoornkwartet
- Ballade, voor hoorn en piano
- Ballet Impressions, voor tenorsaxofoon en piano
- Canzonetta and Giga, voor altsaxofoon en piano
- Concertino, voor cornet en piano
- Concertino, voor trombone en piano
- Concertino in d mineur, voor basklarinet en piano
- Concerto Miniature, voor trombone (eufonium) en piano
- Concerto Petite, voor altklarinet en piano
- Contest Etude No. 1, voor baritonsaxofoon en piano
- Contest Trio No. 1, voor drie trombones en piano
- Contest Trio No. 2, voor drie trombones en piano
- Donnybrook, voor trombonekwartet
- Intrada and Intermezzo, voor trompet- of cornetkwartet
- Introduction and Rondo, voor altsaxofoon en piano
- Pifferari No. 2, voor piccolo en piano
- Poem and Dance, voor saxofoonensemble (3 altsaxofoons, 2 tenorsaxofoons, baritonsaxofoon)
- Prelude and Allegro, voor tenorsaxofoon en piano
- Rhumba, voor trompet- of cornetkwartet
- Romance in Es majeur, voor bariton/eufonium en piano
- Suite, voor altsaxofoon en piano
- Two Episodes, voor trombonekwartet
- Two Outdoor Scenes, voor hoorn en piano
- Two Quartets, voor hoornkwartet
- Two Spanish Dances, voor trombone en piano
- Variations on a Theme by Schumann, voor baritonsaxofoon en piano

## Publicaties
- Jazz City: The Impact of Our Cities on the Development of Jazz, Englewood Cliffs, N.J.: Prentice-Hall. 1978. ISBN 978-0-135-09380-1
- Sharkey's Kid: A Memoir, 1st edition, autobiografie, New York: William Morrow & Co., 1991. 221 p., ISBN 978-0-688-10325-5
- The World of Music, Englewood Cliffs, N.J.: Prentice-Hall. 1969.
- Perspectives On Music, Englewood Cliffs, N.J.: Prentice-Hall, 1963. 430 p.
- The Anatomy Of Jazz, Seattle: Greenwood Press, 1960. 362 p., ISBN 978-0-837-17092-3
- Understanding Jazz, Englewood Cliffs, N.J.: Prentice-hall. 1977. 367 p., ISBN 978-0-139-36542-3